# 吳璆
吳璆（？—？），字康伯，號公璞，江西新建縣人。清朝政治人物、進士出身。
光緒二十九年（1903年），中式癸卯科三甲進士。同年闰五月，改翰林院庶吉士。未散館，改江蘇候補道署江寧提學使。